# Åland, Uppsala kommun
Åland uppdelat i Åland-Österby och Åland-Västerby är en by, tillika kyrkby i Ålands socken i Uppsala kommun, Uppland.
Västerbyn består av enfamiljshus samt bondgårdar och är belägen vid riksväg 72. Ålands kyrka och prästgården räknas till Österby, som avskiljes från Västerby av Sävaån. Länsväg C 576 går söderut mot Skogs-Tibble.

## Historia
Byn Åland omtalas första gången 1220 in Olanum. Uppdelningen mellan öster- och västerbyn har existerat åtminstone sedan 1447, då Anna Eriksdotter, gift med Gregers Bengtsson (Bjälboättens oäkta gren) bland annat ärvde en gård i Västerbyn. 1541 fanns 2 mantal skatte, 2 mantal kyrkojord och tre mantal prebendejord. Österby bestod av 4 mantal skatte, 1 kyrkohemman (prästgården) och ett prebendehemman.
1594 bestod Österby av 6 kronohemman och 1 frälsehemman. 1648 omfattade Österby 7 mantal frälse och tillhörde Johan Nicodemi Lillieström. Från 1670-talet-1699 var Jacob Sneckenberg ägare till Österby. Han lät 1680 göra om byn till säteri. Bland säteriets övriga ägare märks 1700 Samuel Göthe, 1716 och 1722 Henrik Rosenstedt, 1742 Johan Bröckner, 1744 Petter Wilhelm Bröckner och 1770 Maria Elisbeth Bjugge, som 1772 gifte sig med Erik Benzelstierna. Från honom gick gården i arv till hans brorson Adolph von Engeström, och det gick därefter i arv inom släkten von Engeström fram till 1917.
Adolph von Engeström lät 1807 uppföra en ny huvudbyggnad på säteriet. Det äldre säteriet stod till betydande delar kvar ännu till omkring 1870. Av det äldre säteriets flyglar finns en ännu bevarad och fungerade senare som arbetarbostad. Den andra brann ned 1936. I det stora ladugårdskomplexet ingår en stallbyggnad, som sannolikt är uppförd under 1800-talets förra hälft.